# T細胞性白血病
T細胞性白血病（Tさいぼうはっけつびょう、T-cell leukemia）は、T細胞ががん化する複数の異なる種類のリンパ性白血病を意味する。
- 大顆粒リンパ球性白血病（英語版）（LGLL）
- 成人T細胞白血病（ATL）
- T細胞前リンパ球性白血病（英語版）（T-PLL）

実際上、T細胞性白血病とT細胞リンパ腫を識別することは難しいため、これらはしばしば一緒に分類される。